# Дживс (мюзикл)
Дживс / По мотивам Дживса (англ. Jeeves/By Jeeves) — мюзикл Эндрю Ллойда Уэббера и Алана Эйкборна, основанный на романах П. Г. Вудхауса. Премьера состоялась 22 апреля 1975 года в Театре Её Величества. Закрытие прошло 24 мая 1975 года (38 спектаклей). Этот мюзикл был первым провалом Эндрю Ллойда Уэббера.
По мотивам Дживса — переписанная версия 1996 года, премьера которой состоялась 1 мая 1996 года в Лондоне и удачно продержалась до февраля 1997 года в трёх театрах. Премьера в США прошла в 1996 году и на Бродвее в 2001 году.

## 1975: Дживс
Идея превратить истории о Дживсе в мюзикл принадлежит Тиму Райсу. Он хотел создать его совместно с Эндрю Ллойдом Уэббером, но по прошествии некоторого времени отбросил эту идею. Эндрю идея понравилась, но он остался без соавтора и поэтому пригласил известного британского драматурга Алана Эйкборна к сотрудничеству и, получив благословение от Вудхауза, начал работу. Эйкборн использовал героев и сюжетные линии из рассказов о Дживсе и Вустере.
Действие происходит в одном из клубов Восточного Лондона, где Берти Вустер устроил благотворительный концерт, на котором сам играет на банджо. Оно неожиданно исчезает и Дживс отправляет человека за новым инструментом, а Берти, чтобы протянуть время, развлекает публику анекдотами из собственной жизни.
Лояльность к материалам Вудхауза привела к тому, что действие мюзикла растянулось на пять часов. Первые четыре песни Берти исполнял в одиночку, а первая актриса появлялась только через 35 минут после начала действия.
Ллойд Уэббер не был уверен в успехе своего нового творения, но премьера всё-таки состоялась 22 апреля 1975 года в Театре Её Величества. Дэвид Хеммингс исполнил роль Берти Вустера, Майкл Олдриддж — роль Дживса.
Режиссёр Эрик Томпсон хотел сделать из мюзикла небольшой фарс, но уволился как раз перед премьерой, и на должность режиссёра вступил сам Эйкборн, хотя до этого он никогда ничего не ставил. Ему помогал балетмейстер Кристофер Брюс. В результате, мюзикл получился затянутым и недостаточно интересным и закрылся примерно через месяц — 24 мая 1975 года, выдержав 38 представлений.

## Музыкальные номера (1975)
| Акт I - Banjo Boy - The Code Of The Woosters - Jeeves Is Past His Best - Limerick Song - Aunt Dahlia (menu song) - Don’t Tie Me Down, I’m A Travelling Man - Won’t You Do This For Me, Bertie? - Spode Theme - Love Duet - Code Of The Woosters reprise - Girls' Trio: Waltz | Акт II - Valet’s Lament (вырезанная) - What Is An Idiot? - What Shall We Do About Spode? - Duet — Stiffy & Pinker - S.P.O.D.E - Tennis Song - Eulalie - Madrigal - I Have A Plan - Limerick Song (reprise) - Waltz (reprise) - Big Banjo Finish |

## 1996: По мотивам Дживса
В 1996 году Ллойд Уэббер и Эйкборн решили переработать мюзикл, изменив оригинальную версию. Произведение получило название «По мотивам Дживса» (чтобы не было ассоциаций с оригиналом). Подверглись сокращению оркестровка и количество героев (с 22 персонажей до 10). Лишь три песни из оригинальной версии остались нетронутыми — «Banjo boy», «Half a moment» и «Travel hopefully». Другие песни и музыкальные интерлюдии были в основном новыми или переработанными Эндрю.

## Сюжет (1996)

### Акт I
Действие происходит на благотворительном концерте устроенном Бертрамом Вустером. Уже перед выходом на сцену, Берти обнаруживает, что его банджо, с которым он собирался выступать, украдено и заменено сковородой. Его мудрый слуга Дживс отправляет человека за новым инструментом и, чтобы протянуть время, предлагает Берти рассказать публике интересный анекдот из своей жизни: как с ним чуть не обручились сразу три женщины.
Берти под именем друга Гасси Финк-Ноттла предстаёт в суде перед судьёй Воткайном Бассеттом за то, что сбил с полисмена шлем. После вынесения приговора сразу начались проблемы. Настоящий Гасси появляется в апартаментах Берти и признаётся ему, что влюблён в дочь судьи Бассетта — Мадлен. Чтобы произвести впечатление на Бассетта, Гасси представляется ему Берти Вустером и рассказывает, что он — владелец шикарных апартаментов (настоящего Берти).
Всё стало ещё хуже, когда племянница судьи Стефани «Флоп» Бинг обратилась за помощью к Берти, чтобы он помог ей в её романе с преподобным Гарольдом «Стинкер» Пинкером. Чтобы Берти отреагировал, Стиффи заявляет в «Таймс», в рубрике «Будущие свадьбы», что помолвлена с ним. Вустер понимает, что если Бассетт прочитает «Таймс», то его другу будет грозить опасность и отправляется домой к судье. По пути к нему присоединяются друзья: Бинго Литтл и его возлюбленная Хонория Глоссоп. Когда-то Берти и Хонория были вместе, что раздражает Бинго, который до сих пор думает, что Хонория влюблена в Берти. В доме Бассетта они встречают гостя — американца Сайруса Баджа III, сына магната по производству джема, тоже положившего глаз на Мадлен. Берти представляется ему, как Бинго Литтл, а настоящего Бинго он представляет, как Гасси Финк-Ноттла.
К концу первого акта складывается интересная картина: Берти успевает побывать и Гасси и Бинго; Бинго становится Гасси; Гасси — Берти. Стиффи «помовлена» с Берти, но любит Гарольда «Стинкера» Пинкера; Хонория мечтает обручиться с Берти, но её безумно любит Бинго; Гасси хочет быть с Мадлен, но боится Сайруса, который также увлечён Мадлен. Все вот-вот запутаются…

### Акт II
Берти решает рассказать Мадлен о чувствах Гасси, но она не так понимает его слова и думает, что Берти в неё влюблён. Гасси приходит в бешенство. Хонория, ничего не зная, тоже хочет, чтобы Берти объявил о помолвке с ней и это приводит Бинго в гнев. Кажется, только одной женщине Берти не интересен — Стиффи, хотя тоже вроде бы с ним «помолвлена».
Она обещает помочь Берти, но взамен требует, чтобы он принял участие в её рискованном плане. Ему нужно было изобразить грабителя, для того чтобы Гарольд «Стинкер» Пинкер показал себя храбрецом.
Берти соглашается и в маске свиньи залезает через окно в дом Бассетта, но попадает не туда куда нужно. Его замечают и начинают гоняться за ним по всему дому и, в конце концов, в этом хаосе Гарольд «Стинкер» Пинкер случайно ударяет Сайруса и тот, потеряв сознание, вместе с Берти падает в фонтан. Берти вот-вот обвинят в воровстве, и в тот момент, когда Бассет уже снимает с него маску, Вустер зовёт на помощь Дживса. Камердинер, откликнувшись на крик о помощи, «останавливает время», и второстепенные персонажи замирают. Берти умоляет Дживса помочь ему выпутаться из данной ситуации, после чего Дживс крутит фонтан, «возобновляет ход времени» и, к моменту, когда второстепенные персонажи «оживают», на месте Берти оказывается Сайрус. Все думают, что именно американец — тот самый вор.
Во время всей этой беготни все пары правильно воссоединились: Гарольд «Стинкер» Пинкер со Стиффи, Гасси с Мадлен, Бинго с Хонорией. А Бассетт так и не получил свой номер «Таймс». Все считают, что Берти ничего не сделал, чтобы помочь ситуации.
Шоу заканчивается тем, что Берти получает банджо и исполняет финальную песню «Banjo Boy».

## Музыкальные номера (1996)
| Акт I - Banjo Boy - The Code Of The Woosters - Travel Hopefully - That Was Nearly Us - Deadlier Than The Male - The Hallo Song | Акт II - By Jeeves - When Love Arrives - What Have You Got To Say, Jeeves? - Half A Moment - It’s A Pig! - Banjo Boy |

## Постановки «По мотивам Дживса»
Премьера мюзикла «По мотивам Дживса» состоялась 1 мая 1996 года в театре Стивен Джозеф в Скарборо, Северный Йоркшир. Реакция аудитории была восторженной и 2 июля 1996 года премьера прошла в Лондоне в театре Дьюк-Йорк. Было оговорен 12-недельный сезон.
«По мотивам Дживса» оказался более популярен, чем первая версия, и представления были продлены до февраля 1997 года, когда мюзикл переехал в Театр Лирик. Стивен Пейси, исполнявший роль Берти Вустера, был номинирован на «Olivier Award» «За лучшую мужскую роль в мюзикле», шоу получило такие номинации, как «За выдающююся новую постановку» и «Лучший художник по костюмам».
Премьера в США прошла 12 ноября 1996 года в Goodspeed Opera House в штате Коннектикут. Премьера состоялась и на Бродвее в театре Хелен Хейз 28 октября 2001 года, спектакли шли до 30 декабря 2001, в общем счёте 73 спектакля. Режиссёр был сам Айкборн. В 2007 году состоялся новый тур по Великобритании (премьера 16 августа 2007 года в театре Девоншир Парк, Истборн. Последнее представление прошло 20 октября 2007 года в Королевском театре, Плимут).
Также премьерные показы прошли в Новой Зеландии 6-9 февраля 2008. В мае 2008 года шоу было поставлено в Ривертаунском репертуарном театре в Новом Орлеане, штат Луизиана. Состоялась премьера в театре Корнсток, Центральный Иллинойс с 17 октября 2008 и по 25 октября. В театре Дженезиан в Сиднее, мюзикл шёл с 18 октября 2008 года по 6 декабря 2008 года.
Премьера мюзикла состоялась в лондонском театре «Landor», где спектакль будет идти с 1 февраля по 5 марта 2011 года.

## Фильм
В 2001 году по мюзиклу был снят фильм. Роль Дживса исполнил Мартин Джарвис, роль Берти — Джон Шерер. Режиссёром фильма является Алан Эйкборн.